# Rechtslibertarismus
Als Rechtslibertarismus oder auch Libertärer Kapitalismus wird eine politische Strömung bezeichnet, die Libertarismus als Einheit aus individueller Freiheit und Marktfreiheit möglichst ohne staatliche Regularien versteht. Sie beschreibt den rechten bzw. marktradikalen Flügel der libertären Bewegung. Die individuelle Freiheit als Haupttriebfeder des Libertarismus wird um eine weit auslegte marktwirtschaftliche Freiheit ergänzt.
Rechtslibertarismus strebt wie Linkslibertarismus einen schlanken Staat an und will den staatlichen Einfluss auf die individuelle Lebensführung minimieren. Der Rechtslibertarismus legt jedoch einen größeren Wert auf Marktfreiheit – beispielsweise in Bezug auf die staatliche Grundversorgung – als der Linkslibertarismus.
Der Rechtslibertarismus grenzt sich vom Rechtsliberalismus dahingehend ab, dass er – im Vergleich zum Rechtsliberalismus – einen schlankeren Staat fordert und weniger staatliche Einflüsse auf die individuelle Lebensführung akzeptiert als dies beim Rechtsliberalismus der Fall ist (siehe hierzu auch Libertarismus vs. Liberalismus).

## Entwicklung
In der politischen Praxis, insbesondere jener der USA, spielt heute fast ausschließlich der Rechtslibertarismus eine gewichtige Rolle.
Der Paläolibertarismus wurde in den Vereinigten Staaten von Lew Rockwell begründet. Ein bedeutendes Zentrum dieser Denkart ist das Ludwig von Mises Institute of Alabama, dessen ideologische Grundzüge auf Ideen Ayn Rands und Murray Rothbards aufbauen. Der Paläolibertarismus oder Libertäre Populismus ist eine Mischung aus Libertarismus im Bereich der Politik und der Wirtschaft und kulturellem Konservatismus in gesellschaftlichen Fragen. Dieser gesellschaftliche Konservatismus grenzt die paläo-libertären von den anarcho-kapitalistischen Strömungen ab, bei welchen die persönliche und die wirtschaftliche Freiheit gleichermaßen im Vordergrund stehen. Murray Rothbard argumentiert, Libertarismus sei nichts anderes als eine Neuformulierung der Überzeugungen der alten Rechten, welche die staatliche Intervention durch den New Deal im frühen 20. Jahrhundert ablehnte. In einem Aufsatz über Rechtspopulismus bedauerte Rothbard 1992 die Niederlage des Ku-Klux-Klan-Führers David Duke und warf den Medien eine Anti-Duke-Hysterie vor. Der Urheber des Bombenanschlages auf das Murrah Federal Building in Oklahoma City 1995, Timothy McVeigh, war libertär und anti-etatistisch orientiert. Der Informatiker Simson Garfinkel und der Rechtsinformatiker Chris Hoofnagle sehen in McVeighs Anschlag Ähnlichkeiten zu Rands Roman Der ewige Quell, in welchem der Protagonist Howard Roark ein soziales Wohnungsbauprojekt sprengt.
Einzelne Vertreter des rechten Libertarismus betrachten die Demokratie als Staatsform kritisch. Murray Rothbard begründet dies damit, dass jeder Staat, auch ein demokratischer Verfassungsstaat, die natürlichen, individuellen Rechte verletze, da er letztlich eine monopolistische Erzwingungs- und Gewalteinrichtung sei. Hans-Hermann Hoppe sieht eine Monarchie als ein geringeres Übel an und begründet dies damit, der Staat sei im Privatbesitz und der Monarch habe ein persönliches Interesse am Wohlergehen seines Besitzes, während dies bei Politikern und Beamten in einer Demokratie nicht der Fall sei. Hoppe betont allerdings, dass er Befürworter einer Form des Anarchokapitalismus ist und weder Monarchie, Demokratie noch irgendeine andere Staatsform für wünschenswert hält. Hoppe ist Mitherausgeber der Zeitschrift eigentümlich frei, welche als Schnittpunkt zwischen Wirtschaftslibertarismus und der intellektuellen neuen Rechten gilt. Einige Rechtslibertäre befürworten darüber hinaus die Abschaffung der Nationalstaaten und deren Ersetzung durch private Aktiengesellschaften, wie die Anhänger der von Hoppes Ansichten beeinflussten Neoreaktionären Bewegung (NRx).
In jüngerer Zeit ist in den Vereinigten Staaten eine Annäherung von Libertären und Rechtspopulisten zu beobachten, die jedoch eher auf dem gemeinsamen Feindbild der Demokratischen Partei anstelle echter ideologischer Gemeinsamkeiten aufbaut. Auch das in der Verfassung der Vereinigten Staaten verankerte Recht auf Waffenbesitz ist ein Anliegen beider Bewegungen. Die Tea-Party-Bewegung rekrutiert ihre Anhängerschaft neben Anhängern der Politik Ronald Reagans und der Tradition Barry Goldwaters auch aus dem libertären Lager.
Der Unternehmer und Trump-Unterstützer Robert Mercer unterstützt sowohl das libertäre Cato Institute als auch engagiert er sich in der konservativen Heritage Foundation und dem ultrarechten Nachrichtenportal Breitbart News.
Matthew Sheffield, Autor der Washington Post, sieht die rechtsextreme Alt-Right als durch den anarcho-kapitalistischen und paläolibertären Vordenker Murray Rothbard, insbesondere auf dessen Betrachtungen zu Rasse und Demokratie, beeinflusst und führt Donald Trumps brachiale Rhetorik auf Ron Pauls Präsidentschaftskandidatur 2008 zurück. Bereits 1976 veröffentlichte das von den Koch-Brüdern unterstützte, libertäre Magazin Reason eine Artikelserie, die den Holocaust relativierte und sich positiv zur Apartheidsregierung in Südafrika äußerte. Anarchokapitalist Jeffrey Tucker betont jedoch den Widerspruch zwischen der individuellen Freiheit des Libertarismus und der Gruppenidentität und dem Tribalismus der Alt-Right.
Prominente Vertreter des Paläolibertarismus in den Vereinigten Staaten sind auch die Republikaner Ron und Rand Paul. In Polen vertritt der Politiker und Mitglied des EU-Parlaments Janusz Korwin-Mikke sowohl libertäre als auch sexistische/rassistische Ideen.
In der Praxis ließ bereits durch die von den Chicago Boys beeinflusste Wirtschaftspolitik Augusto Pinochets in den 1970ern libertäre Züge erkennen. Der zu den Chicago Boys zählende José Piñera wechselte nach Ende des Pinochet-Regimes zum Cato Institute. In Brasilien ist Jair Bolsonaro durch vergleichbare Ideen beeinflusst.